# Saint François d'Assise
Saint François d'Assise és una òpera en tres actes amb música i llibret en francès d'Olivier Messiaen, escrita entre 1975 i 1983. Tracta sobre sant Francesc d'Assís, el paper principal que dona nom a l'obra, i denota la devoció catòlica del compositor. L'estrena mundial va tenir lloc a París el 28 de novembre de 1983.

## Història

### Composició
Malgrat els seus estudis d'òperes de Mozart i Wagner, Messiaen va pensar que mai en compondria una. Quan Rolf Liebermann, mànager general de l'Òpera de París, va comissionar una òpera a Messiaen el 1971 el compositor ho va refusar. Messiaen va canviar d'idea quan Liebermann va aconseguir fer-lo hoste en un sopar al Palau de l'Elisi, convidat pel llavors president francès Georges Pompidou. En acabar el sopar, Pompidou li va dir: «Messiaen, ¡escrigui una òpera per a l'Opéra de París! ». Buscant una temàtica, Messiaen va analitzar dramatitzar alguna cosa relacionada amb la Passió de Crist o la seva Resurrecció però finalment va triar dramatitzar la vida de sant Francesc d'Assís, el qual va ser un paral·lel de Jesucrist en castedat, humilitat, pobresa i sofriment.
El procés d'escriptura de l'òpera va cobrar el seu preu al compositor. Inicialment, Messiaen va seure a treballar i va fer ràpids progressos, convertint-se en l'únic objecte de la seva atenció musical. El 1977 va contactar amb el mànager general de l'Òpera Nacional de París per dir-li que estava a punt per interpretar una versió sense orquestra de l'òpera. Messiaen no podia considerar orquestrar l'òpera abans de 1980, i sumant pressió sobre ell, es va escapar a la ràdio la primícia que estava escrivint una òpera sobre sant Francesc. Aquesta revelació va transgredir la pràctica normal de Messiaen de mantenir el secret durant el temps de composició.
Messiaen va sol·licitar, el 1979, una postergació en la data de finalització. Es va acordar el 1983 com el nou termini però la salut de Messiaen va començar a deteriorar-se, novament. El 1981 va patir diversos períodes de malaltia, i un cop més, va desitjar haver acabat d'acord amb el pla. Messiaen va començar a patir depressions, i el desembre de 1981 es va sentir incapaç de seguir endavant. No obstant això, el seu metge li va recomanar fer caminades diàries per augmentar el seu benestar, i va començar a participar en les misses vespertines a la Basílica del Sacré Cœur. Això li va donar el valor de continuar i finalitzar l'obra, encara que completar-la va deixar la seva marca i encara estava convençut que seria el seu últim treball.

### Llibret
Per tenir la màxima llibertat artística, Messiaen va escriure tant la partitura com el llibret. Durant prop de vuit anys, el compositor va consultar fonts franciscanes, va llegir biografies de Tomàs de Celano i sant Bonaventura, així com les mateixes pregàries de sant Francesc (inclòs Càntic del Germà Sol). També va citar passatges de les Floretes, Consideracions sobre els estigmes i la Bíblia.
Per tal d'enfocar-se en el progrés de la gràcia en l'ànima de Francesc després de la seva conversió, Messiaen va ometre certs episodis en la vida del seu heroi, entre aquests, la relació (de vegades romantitzada) entre Francesc i Santa Clara, i la faula de la domesticació d'un llop salvatge a Gubbio. També va ignorar la documentació intercanviada entre Francesc i el seu pare, Pere, evitant així temes edípics.
Els crítics, més tard, van renyar a Messiaen per començar l'acció després de la conversió de Francesc. El compositor va defensar la seva elecció en una entrevista amb Claude Samuel: «Algunes persones m'han dit: "En el seu treball no hi ha cap pecat!". Però jo mateix sento que el pecat no és interessant, el brut no és interessant. Prefereixo les flors. Vaig deixar al pecat fora».
L'òpera té vuit escenes, dividides en tres actes, que delineen el desenvolupament espiritual de Francesc. El primer acte conté escenes en les quals ell realitza les seves metes: "La Croix" (La Creu), "Les Laudes" (Laudes) i "Le Baiser au Lépreux" (El petó al leprós). El segon acte mostra el camí de Francesc a la il·luminació, ministeri i divinitat: "L'Ange voyageur" (L'àngel viatger), "L'Ange musicien" (L'àngel músic) i "Le Prêche aux oiseaux" (El sermó als ocells). Les escenes del tercer acte exploren l'acostament del sant a la divinitat i la seva entrada a l'eternitat: "Les Stigmates" (Els estigmes) i "La Mort et la Nouvelle Vie" (La mort i la nova vida).

### Representacions
Després de l'estrena mundial de 1983 a l'Òpera de París, Saint François no va ser representada durant gairebé una dècada. L'òpera va ser presentada en escena una altra vegada el 1992 al Festival de Salzburg (en el Felsenreitschule), dirigida per Peter Sellars. Aquesta producció va tornar a muntar-se el 1998. Van seguir produccions a l'Òpera de Leipzig (1998) i a l''Òpera Alemanya de Berlín (2002). La première a Amèrica va tenir lloc a l'Òpera de San Francisco el 2002. Des de llavors, l'òpera va ser presentada en escena per la RuhrTriennale a la Jahrhunderthalle a Bochum (2003) i per l'Opéra National de Paris a la Opéra Bastille a París (2004).

## Elements musicals
L'abundant experiència de Messiaen com a compositor orquestral es manifesta a Saint François d'Assise. De fet, Messiaen dedica a la música orquestral una gran majoria del temps del curs de l'òpera, encara que sense detriment del desenvolupament del caràcter. El compositor reflecteix els caràcters psicològics i l'estat emocional amb l'ús del leitmotiv i el cant de les aus.

### Leitmotiv
Existeixen diversos leitmotiv a la partitura orquestral, la majoria dels quals connecten amb un o més personatges.
- Mort (o "J'ai peur")

L'acció dramàtica de l'òpera comença amb l'entrada del Germà Lleó, que canta el motiu de la "mort" amb paraules preses del final de Llibre de l'Eclesiastès: "Tinc por en el camí, quan les finestres creixen més grans i més fosques, i quan les fulles de l'euforbia no es tornen vermelles." "Tinc por en el camí, quan, ràpida en morir, la flor de la gardènia no perfuma més. Contempla! l'invisible, l'invisible és vist." Aquest tema es repeteix gairebé cada vegada que entra Lleó, i l'orquestra l'acompanya amb glissandos a les cordes.
- Perfecta Alegria ("la joie parfaite")

Francesc respon a la introspecció de Lleó amb el motiu de la "perfecta alegria", una combinació de trompeta en Re, xilòfon i fustes. Aquest motiu reapareix diverses vegades durant la peça. En alguns casos, el motiu de la "mort" del Germà Lleó alterna amb el de Francesc de la "perfecta alegria".
- Solemnitat

Messiaen va enllaçar els moments de gran solemnitat de Francesc amb el motiu més absolutament penetrant possible de l'òpera. Està estructurat com un clúster tonal a la secció de trombó, creant un so sinistre, aspre. El motiu és absolutament evident en la segona escena, on Francesc demana a Déu que li permeti trobar a un leprós: "Fes-me trobar un leprós" Els clústers trenquen la seva línia de text: "Fais-moi" - clúster - "rencontrer" - clúster - «un lépreux."
- Gràcia

Durant l'escena Quatre a La Verna, l'àngel colpeja a la porta del monestir. Messiaen representa el cop amb un motiu de palpitants i pesats sons en la percussió i cordes. Ell va veure aquests cops com una entrada de la gràcia, una força que un no ha de resistir. El cop de l'àngel presagia l'eventual acceptació de l'estigma de Francesc durant l'escena Set. La diferència principal en aquesta escena és que el motiu representa la palpitació dolorosa, brutal de claus en el cos de Crist.

### Cant dels ocells
Messiaen es considerava a si mateix ornitòleg, i el seu amor per les aus és evident en l'òpera. El compositor va viatjar a l'Assís natal del sant, així com a Nova Caledònia, per investigar i gravar cants de diverses espècies locals, i després transcriure'ls en melodies per usar-les com temes musicals associats a personatges particulars.
- François: tallarol de casquet. Un cop entrant a les coves de Carceri (a l'est d'Assís), Messiaen va sentir el cant del tallarol de casquet. Francesc sovint es retirava a aquestes coves per meditar i pregar, de manera que l'opció del casquet resulta apropiada.
- L'Ange: acantízid. Aquest tallarol groc de Nova Caledònia assenyala gairebé cada entrada i sortida de l'àngel. Messiaen va registrar l'acantízid amb un piccolo staccato alternat amb glockenspiel i xilòfon. En alguns casos, el cant del xoriguer acompanya l'acantízid.
- Frère Elie: colom imperial gegant. El germà més contrari a Francesc, Elies, rep el seu cant d'aquesta coloma de so malenconiós de Nova Caledònia.
- Frère Bernard: filemó. El cant del filemó (registrat molt probablement a Nova Caledònia) reflecteix l'edat i la saviesa de Bernard mentre que puntualitza les seves frases musicals i textuals.

Messiaen dedica la sisena escena sencera (La Prêche aux oiseaux) a tota mena de cant d'ocells, quan Francesc ofereix el seu famós sermó amb germà Masseu present.

### Orquestració
L'orquestració completa de Messiaen requereix un vast nombre de músics (110), el que sovint produeix costoses demandes a les companyies d'òpera, així com causa problemes d'espai a la fossa de l'orquestra.
- Fustes : 3 pícolos, 3 flautes, una flauta en si, 3 oboès, 1 corn anglès, dos clarinets petits en el meu sostingut, 3 clarinets, 1 clarinet baix, 1 clarinet contrabaix, 3 fagots i un contrafagot.
- Metalls : 6 trompes en fa, una trompeta petita en re, 3 trompetes, quatre trombons, dues tubes i una tuba contrabaix.
- cordes : 16 violins primers, 16 violins segons (32 violins en total), 14 violes, 12 violoncels i 10 contrabaixos .
- percussió :

El 1r percussionista executa el primer set de campanes, els primers claus, 1 eolífon i una caixa orquestral.
El 2n percussionista executa el triangle, els segons claus, 6 tremp blocks, 1 platerets molt petit, un platet petit i un platet suspès .
El 3r percussionista executa el segon triangle, els tercers claus, un caixa xinesa, 1 whip, un parell de maraques, 1 güiro, glass chime, shell chime, wood chime, 1 basque drum-tres gongs .
El 4t percussionista executa el tercer triangle, les cambres claus, un set de cròtals, un platet suspès gran, un platet suspès, 1 tom mitjà, 1 tom baix i tres tam-tams.
El 5è percussionista executa el segon set de campanes, 1 metall sheet, els cinquens claus, 1 geófono, 1 eolífon, i un bombo.
Igual que el vast ús de diversos instruments de percussió, s'utilitzen també 5 teclats: 1 xilòfon, un xylorimba, un marimba, 1 glockenspiel i un vibràfon, com també tres ones martenot, les quals el compositor va descriure en una entrevista amb Claude Samuel com una cosa «molt rar en una òpera».

### Cor
L'òpera requereix un cor de 150 veus amb deu parts, el qual serveix per a un doble paper: cor grec i presència divina. A través de la peça, el cor comenta respecte al viatge espiritual de Francesc. Les primeres tres escenes inclouen un comentari sobre l'acció precedent del llibret amb una "moral." Per exemple, després de la conversa de Francesc amb Lleó sobre la "perfecta alegria", el cor canta el text "Qui vulgui seguir els meus passos, que es negui a ell mateix, que prengui la seva Creu i em segueixi." Un podria dir que aquest text implica un doble propòsit -la moral no és només cantada, però prové de boca de Crist. En les últimes escenes de l'òpera, especialment Els estigmes, el cor perpetua la seva imatge com Crist parlant directament a Francisco, com Ell concedeix les ferides sobre el sant. L'escriptura coral de Messiaen, especialment els cants violents, muts durant Els estigmes, suggereix una presència mística, de l'altre món.

### Color
La sinestèsia de Messiaen va causar una percepció de colors associats amb harmonies particulars o graus musicals. Per exemple, quan sentia un Do natural al piano, el compositor veia "blanc" davant dels seus ulls. En l'òpera, Messiaen ratlla els moments finals (mort de Francesc i ascens al cel) en una estructura de l'acord de Do major, proveint una explosió musical de llum blanca. No és clar si aquesta estructura final apareix per coincidència o va ser intencional.

## Enregistraments
Hi ha quatre enregistraments de l'òpera, tres de les quals són completes:
- Ozawa (1983): Conductor Seiji Ozawa. Enregistrament de la première mundial amb l'orquestra i el cor de l'Òpera de París. Entre els membres de l'elenc s'inclouen José van Dam en el paper principal amb la soprano Christiane Eda-Pierre com l'Àngel.
- Zagrosek (1985): en el Festival de Salzburg de 1985, incloent-hi performances de l'òpera sota la batuta de Lothar Zagrosek, amb la Vienna Ràdio Symphony Orchestra i el Cor Arnold Schoenberg. El baríton Dietrich Fischer-Dieskau interpreta el paper protagonista, amb la soprano francesa Rachel Yakar com l'Àngel.
- Nagano (1986): Kent Nagano, qui va estudiar la producció original de 1983, va dirigir un concert a Utrecht. Philippe Rouillon va interpretar el paper principal.
- Nagano (1998): Nagano també encapçala aquest enregistrament completat en viu amb l'Hallé Orchestra i l'Arnold Schoenberg Choir al Festival de Salzburg. José van Dam torna a cantar el paper protagonista. La soprano Dawn Upshaw interpreta l'àngel, amb Chris Merritt com el leprós.